# Chienes
Chienes (Kiens in tedesco) è un comune italiano di 3 070 abitanti della provincia autonoma di Bolzano in Trentino-Alto Adige, situato nella val Pusteria.

## Geografia fisica
Il paese di Chienes, ubicato nella parte nord-orientale della provincia di Bolzano, in prossimità del Parco naturale Vedrette di Ries-Aurina (ted. Rieserferner Naturpark), nella bassa Val Pusteria, alle pendici del Monte Plat, confina con i comuni Selva dei Molini, Falzes, San Lorenzo di Sebato, Rodengo, Vandoies e Terento.

## Origini del nome
La denominazione del paese è attestata come Kiehna dal 1005 al 1039, come Chienes nel 1100, come Chiens nel 1150, e infine come Chienes nel 1207. Il toponimo è di origine preromana e la forma italiana, creata solamente nel primo Novecento, riproduce quella antica che compare nei documenti medioevali.
Il comune rientra nella Comunità comprensoriale Val Pusteria.

## Storia
Anche se la prima citazione ufficiale del borgo è contenuta in un documento del 1005–1039, rogato dalla chiesa vescovile di Frisinga, in cui si fa menzione di una chiesa romanica in località "Kiehna", la presenza di ritrovamenti di epoca romana attesta fin dall'antichità l'importanza strategica del territorio comunale.
In particolare nella zona sono state rinvenute due pietre miliari romane della via Aguntum-Vipitenum, una con dedica agli imperatori Marco Aurelio Caro e Marco Aurelio Carino (anno 283), mentre un'altra con dedica a Settimio Severo (anno 201) è stata rinvenuta a Casteldarne; quest'ultima non si trovava a margine della sede stradale ma reimpiegata in un muro, e in base alla distanza da Aguntum (città romana nei pressi di Lienz, odierno capoluogo del Tirolo orientale in Austria) indicata sulla stessa (67 miglia romane), si ritiene che fosse posizionata in origine a Vandoies.
Sottoposto nel medioevo alla signoria feudale dei conti Künigl, tuttora proprietari del castello di Casteldarne (ted. Ehrenburg), durante la "rivolta dei contadini" del 1524-1525 fu un centro degli anabattisti. Al principe vescovo di Bressanone Kaspar Ignaz Künigl si deve una notevole fioritura economica e artistica del borgo durante la prima metà del Settecento.

### Patrimonio storico
Due gioielli spiccano nel patrimonio storico-architettonico del borgo: il castello di Casteldarne del XII secolo, con rifacimento del XVIII secolo e la chiesa parrocchiale di San Sigismondo del XII secolo, splendido esempio di tardo-gotico pusterese.
Ha un suo pregio anche la chiesa dei Santi Pietro e Paolo, ricostruita nel 1836, accanto alla quale si erge una pregevole torre campanaria a due ordini, con bifore del Quattrocento.

### Simboli
Stemma
Lo stemma è basato su quello della famiglia Schöneck ed è pressoché identico all'emblema del Giudizio di Scaunia alla cui giurisdizione appartenevano gli attuali comuni di Falzes, Vandoies e Terento, oltre al territorio di Chienes; la stella d'argento a cinque punte simbolizza i cinque villaggi presenti nel comune (Chienes, Casteldarne, San Sigismondo, Getzenberg-Monghezzo e Hofern-Corti). Lo stemma è stato adottato il 21 novembre 1961.
Gonfalone

## Monumenti e luoghi d'interesse

### Architetture religiose
- Chiesa dei Santi Pietro e Paolo
- Chiesa di Santa Maria Assunta

### Architetture militari
- Castello di Casteldarne, nell'omonima frazione.

## Società

### Ripartizione linguistica
La sua popolazione è per la grande maggioranza di madrelingua tedesca:
| %      | Ripartizione linguistica (gruppi principali) |
| ------ | -------------------------------------------- |
| 92,61% | madrelingua tedesca                          |
| 6,11%  | madrelingua italiana                         |
| 1,28%  | madrelingua ladina                           |

### Evoluzione demografica
Abitanti censiti

## Geografia antropica

### Frazioni
Il comune di Chienes ha le seguenti frazioni: Casteldarne (Ehrenburg), San Sigismondo (St. Sigmund), Corti (Hofern) e Monghezzo (Getzenberg).

## Infrastrutture e trasporti

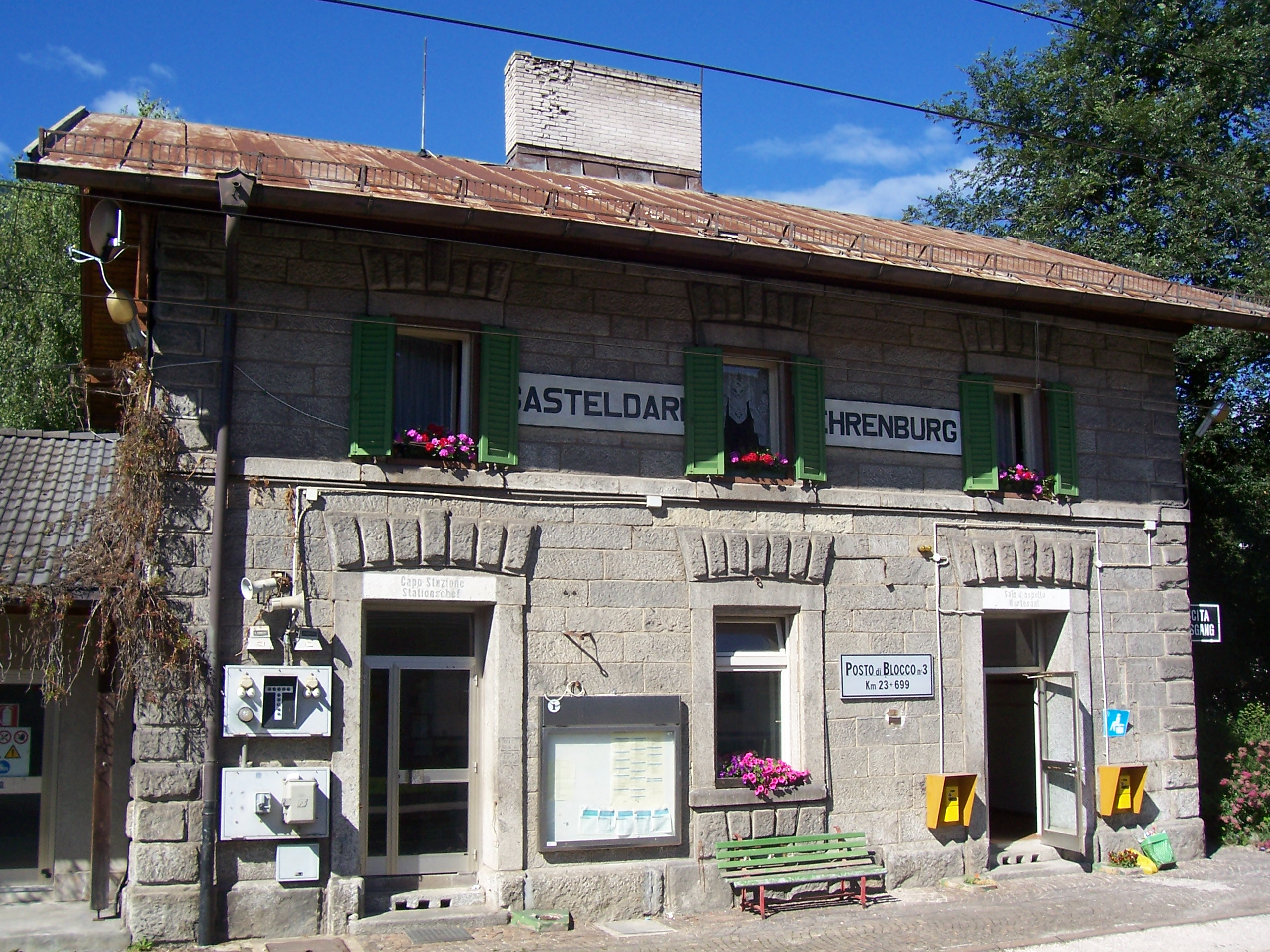
Stazione della frazione di Casteldarne.

Chienes è facilmente raggiungibile in automobile percorrendo la strada statale 49 della Pusteria che da Bressanone conduce al confine italo-austriaco presso Prato alla Drava, e a soli 20 chilometri dall'abitato, si trova il casello di Bressanone dell'autostrada A22 Brennero-Modena.
La ferrovia della Val Pusteria, che collega Fortezza a San Candido, ha una fermata nel comune, a 9 chilometri dall'abitato.

## Amministrazione
| Periodo | Periodo   | Primo cittadino       | Partito | Carica  | Note |
| ------- | --------- | --------------------- | ------- | ------- | ---- |
| 2005    | 2010      | Reinhard Niederkofler | SVP     | Sindaco |      |
| 2010    | 2015      | Reinhard Niederkofler | SVP     | Sindaco |      |
| 2015    | in carica | Andreas Falkensteiner | SVP     | Sindaco |      |

## Sport
La città ha dato i natali al pluricampione olimpico e mondiale Paul Hildgartner e al campione olimpico Walter Plaikner, entrambi slittinisti.